# Абу Хасан
„Абу Хасан“ (на немски: Abu Hassan) е комична опера в едно действие на германския композитор Карл Мария фон Вебер, с либрето на Франц Карл Химер, базирано на една от приказките от „Хиляда и една нощ“. Композирана е между 11 август 1810 и 12 януари 1811 година и съдържа множество речитативи, както и говорими диалози. Творбата е зингшпил в популярния по това време турски стил.
„Абу Хасан“ е представена за пръв път в „Резиденц Театер“ в Мюнхен на 4 юни 1811 година, дирижирана от самия композитор. „Абу Хасан“ не спада към често изпълнявания оперен репертоар, но все още понякога е поставяна на сцена. Увертюрата, от друга страна, е много разпознаваема и е записвана отделно многократно.